# Акимов, Дмитрий Сергеевич (футболист)
Дми́трий Серге́евич Аки́мов (14 сентября 1980, Ленинград, СССР) — российский футболист, нападающий.

## Карьера
Воспитанник СДЮШОР «Смена» (Санкт-Петербург). Выступал в одной юношеской команде с Андреем Аршавиным.
В 2000—2001 годах выступал за «Зенит» (Санкт-Петербург). Был в аренде в минском «Динамо» во 2-м круге сезона-2000. Так и не пробившись в основной состав «Зенита», покинул клуб. В дальнейшем играл за «Тюмень», где с 22 забитыми мячами стал лучшим бомбардиром зоны «Восток» второго дивизиона, и липецкий «Металлург».
С 2004 года выступал за новосибирскую «Сибирь». В 2007 году стал лучшим бомбардиром Первого дивизиона чемпионата России, забив 34 гола, и был признан лучшим нападающим дивизиона по итогам опроса клубов ПФЛ. В июле 2008 года была достигнута договорённость о переходе Акимова в «Ростов».
Покинув «Сибирь» после сезона 2011/12, перешёл в «Факел», в июне 2013 года покинул воронежский коллектив. В июле 2013 года подписал годичный контракт с петербургским «Динамо». В июне 2014 года контракт «Динамо» с Акимовым закончился и не был продлён.

## Достижения
- Бронзовый призёр чемпионата Белоруссии: 2000
- Бронзовый призёр чемпионата России: 2001
- Победитель Первого дивизиона ПФЛ: 2008.
- Лучший бомбардир Второго дивизиона ПФЛ: 2002 (зона «Восток»)
- Лучший бомбардир Первого дивизиона: 2007
- Лучший нападающий Первого дивизиона: 2007